# Veit Werler
Veit Werler (auch Vitus Wehrlein, Wirle, Werle, Berlerus, Würler; * um 1480 in Sulzfeld am Main; † 1522 in Wiesensteig) war ein deutscher Humanist und Klassischer Philologe. Bekannt wurde er mit seiner Herausgabe von Komödien und Satiren aus der griechisch-römischen Antike.

## Leben und Wirken
Veit Werler wurde um 1480 in Sulzfeld am Main geboren, das zum Herrschaftsbereich des Würzburger Fürstbischofs gehörte. Erstmals fassbar wurde er in den Quellen, als er sich im Wintersemester 1500/1501 an der Universität Leipzig immatrikulierte. Hier lernte er bei Hermann von dem Busche. Noch 1501 absolvierte er sein Bakkalaureat, 1507 wurde er zum Magister der freien Künste. Schon nach seinem Grundstudium übernahm Werler auch einige Aufgaben als Magister legens in der Lehre. Von besonderer Bedeutung ist, dass in dieser Zeit Joachim Camerarius (der Ältere) zu den Studenten Werlers gehörte, der später zu den bedeutendsten Humanisten aufsteigen sollte. Zwischen 1511 und 1515 entstanden auch die meisten seiner literarischen Werke.
Im Jahr 1516 verließ Werler Leipzig. Noch im selben Jahr trat er in die Dienste des regierenden Bamberger Fürstbischofs Georg III. Schenk von Limpurg. Georg machte Werler zu einem seiner Hofmeister und ordnete ihn als Reisebegleiter dem noch nicht großjährigen Neffen Karl zu. Mit ihm reiste Werler nach Ingolstadt, wo er an der dortigen Universität seine Studien vertiefte. So immatrikulierte er sich in Ingolstadt im Jahr 1517. Zwei Jahre später war Werler in Pavia. Zusammen mit Karl von Limpurg besuchte er außerdem Venedig, wo er mit Giovanni Battista Egnazio (1478–1553) in Kontakt trat. 
Auf der Heimreise erreichte die beiden in Wien die Nachricht vom Tod des Bischofs von Bamberg. In der Folgezeit wurde Werler Stiftsherrn im württembergischen Kollegiatstift Wiesensteig, wo er bis zu seinem Tod lebte. Obwohl er zurückgezogen lebte, unterhielt Werler von Wiesensteig aus eine rege Briefkorrespondenz. Zu seinen Briefpartnern gehörten der Dichter Helius Eobanus Hessus und der Nürnberger Ratsherr Willibald Pirckheimer. In seinen letzten Lebensjahren wurde Werler eine Nähe zum Luthertum zugesprochen. Er starb im Jahr 1522 in Wiesensteig.

## Werke
Die Werke des Veit Werler sind zum größten Teil in seine Leipziger Zeit zu datieren. Sie entstanden fast alle in dem kleinen Zeitraum zwischen 1511 und 1515. Er konzentrierte sich auf die Herausgabe von Arbeiten aus der griechisch-römischen Antike. Im Zentrum standen dabei die Texte des römischen Komödiendichters Plautus, des Lyrikers Horaz und des griechischen Satirikers Lukian von Samosata. Nachweislich wurden einige der Arbeiten beim Leipziger Buchdrucker Melchior Lotter dem Älteren verlegt. Später entstanden Werke mit anderen Humanisten. 
Der Humanist sammelte für seine Arbeiten auch Bücher. Die Bibliothek gelangte nach Werlers Tod zunächst nach Bamberg, später nahm sie Joachim Camerarius der Ältere in seine Bibliothek auf. Wenige Jahre später wurden die Bücher Teil des Bestandes der Heidelberger Universitätsbibliothek. 1622 gelangte die Palatina nach der Besetzung Heidelbergs in die Vatikanische Bibliothek nach Rom, wo sich die Werke noch heute befinden. Erst im 19. Jahrhundert begann die Rezeption des Werkes Werlers, wobei hier vor allem der Philologe Friedrich Ritschl genannt werden kann. 
- Maximus Valerius: Valerij Maximi Civis Romani de factis ac dictis memorabilib[us], Exemploru[m] Libri nouem. Lotter, Leipzig 1511.
- M. Plauti poete Comici in omni latina elega[n]tia pare[n]tis ac principis Comedia prima : cui Amphitryo. nomen ab auctore ipso inditum est. Lotter, Leipzig 1511.
- Cistellaria Scitissima et iucundissima Plauti fabula. Lotter, Leipzig 1512.
- Plauti lepidissimi poete Aulularia : ab Antonio Codro Urceo utriusq[ue] lingue doctissimo: pristine forme diligenter restituta. illius enim finis antea desyderaba[n]t. Vitus Werlerus Plautu[m] alloquitur. Lotter, Leipzig 1512.
- Plautinum poema cui Truculento nomen est. Lotter, Leipzig 1512.
- Stichus Plautinus pudicitia[m] ac maritale[m] fide[m] etiam in sinistra fortuna seruandam esse doce[n]s. Lotter, Leipzig 1512.
- L. Luciani Samosateni Dialogi qui infrascripto carmine suis nominibus explicantur: ad comendam linguam et facundie cultum nanciscendu[m] oppido q[uam] aptissimi. Lotter, Leipzig 1513.
- Persa Plauti Comici Luculentissimi Jucundissima ac nitidissima Comoedia. Lotter, Leipzig 1513.
- mit Johannes Aesticampianus: M. Tul. Ciceronis Pulcherrimi. elega[n]tissimiq[ue] De oratore libri Tres. Lotter, Leipzig 1515.
- mit Ottmar Luscinius: P. Vergilii Maronis Aeneis politioribus exactioribusque formulis iam excusa. Knobloch, Straßburg 1515.
- L. Luciani Samosateni Dialogi qui infra scripto carmine suis nominibus explicantur ad comendam linguam et facundie cultum nanciscendum oppido quam aptissimi. Leipzig 1516.
- Dialogi qui infra scripto carmine suis nominibus explicantur ad comendam linguam et facundie cultum nanciscendum oppido quam aptissimi. Leipzig 1518.
- mit Dietrich Speth: Hec co[n]tinent in hoc opusculo, Tranquilli Parthenij Dalmate ad Deum Contra Thurcas Oratio carmine Heroico. Stuchs, Nürnberg 1518 (Digitalisat).